# ژرمی متیو
ژرمی متیو (فرانسوی: Jérémy Mathieu‎؛ زادهٔ ۲۹ اکتبر ۱۹۸۳) بازیکن فوتبال اهل فرانسه است. وی همچنین در تیم ملی فوتبال فرانسه بازی کرده‌است.
ژرمی متیو فوتبال خود را با ￼￼￼￼￼￼باشگاه فوتبال سوشو در فرانسه آغاز کرد و در پنجره نقل و انتقالاتی سال ۲۰۰۵ به تیم تولوز در فرانسه پیوست.
پس از نمایش‌های نسبتاً خوب در تولوز، نظر باشگاه والنسیا را به خود جلب کرد و پس از جذب شدن توسط والنسیا، در محدوده زمانی ۲۰۰۹–۲۰۱۰ تا ۲۰۱۳–۲۰۱۴ در والنسیای اسپانیا حضور داشت.
پس از خداحافظی کارلس پویول از میدان‌ها در فصل ۲۰۱۴–۲۰۱۵، باشگاه بارسلونا برای پر کردن خلأ در خط دفاعی، به سمت جذب متیوی ۳۱ ساله رفت.
ژرمی متیو در باشگاه بارسلونا نتوانست نمایشهای خوب خود را تکرار کند و پس از انجام ۶۲ بازی در ۴ سال در بارسلونا، در پنجره نقل و انتقالاتی ۲۰۱۷–۲۰۱۸ به اسپورتینگ لیسبون پیوست. وی در روز ۲۵ ژوئن سال ۲۰۲۰ به دلیل مصدومیت شدید از دنیای فوتبال خداحافظی کرد.
از متیو همچنین برای استعمال دخانیات انتقاداتی به عمل آمده‌است.